# بخش برینیوله
بخش برینیوله (به فرانسوی: Arrondissement de Brignoles) یک بخش در فرانسه است که در ور واقع شده‌است.